# John Osborne (homme politique)
Pour les articles homonymes, voir Osborne.
Ne pas confondre avec John Osborne (1929-1994), auteur dramatique britannique.
John Alfred Osborne (27 mai 1936 - 2 janvier 2011) est un homme politique de Montserrat. Il fut Ministre en chef de 1978 à 1991 puis de 2001 à 2006.

## Biographie
John Osborne est élu une première fois en 1970 sous les couleurs du Parti démocratique progressif avec Percival Austin Bramble. Mais il se sépare de ce dernier à l'occasion des élections de 1973 où il est réélu comme indépendant. Il fonde alors le Mouvement de libération du peuple et devient un critique virulent du Ministre en Chef. Il est alors soutenu par le Montserrat Allied Workers' Union dirigé par George Irish (en), si bien qu'en novembre 1978, le Mouvement de libération du peuple remporte l'ensemble des sièges au Conseil législatif de Montserrat et John Osborne devient le troisième Ministre en chef de Montserrat.
Un des thèmes de son gouvernement est un changement de statut vers plus d'autonomie. En 1986, il met en place une réforme de l'éducation rendant l'Enseignement secondaire universel pour les habitants de Montserrat. John Osborne remporte les élections législatives de 1983 et 1987. En 1991, Benjamin Chalmers, ministre de la communication et de l'équipement qui était de plus en plus en désaccord avec Osborne démissionne de son poste. Lors des élections suivantes, ce dernier est battu.
En 2001, il rejoint le Nouveau mouvement populaire de libération. Sous sa direction, le NPLM remporte sept des neuf sièges aux élections du conseil législatif le 2 avril 2001  et il redevient Ministre en chef de Montserrat du 5 avril 2001 au 3 juin 2006. Un enjeu majeur pour son gouvernement a été la poursuite du redressement de l'île de Montserrat après l'éruption de la Soufrière. En 2005, il inaugure un nouvel aéroport et des installations d'accueil sont ouverts et les habitants de Montserrat et les touristes commencent à revenir. Mais il doit aussi subir la fronde de membres de sa majorité. En 2006, Osborne est réélu, mais le NPLM perd la majorité et il est remplacé par Lowell Lewis comme Ministre en chef.
En juillet 2008, l'aéroport Gerald de Montserrat a été renommé Aéroport John A. Osborne en son honneur.
John Osborne est mort le 2 janvier 2011 des suites d'une longue maladie dans le Kentucky où il était hospitalisé.